# Iskollen
Iskollen är en kulle i Antarktis. Den ligger i Östantarktis. Norge gör anspråk på området. Toppen på Iskollen är 2 235 meter över havet.
Terrängen runt Iskollen är platt västerut, men österut är den kuperad. Trakten är inte befolkad. Närmaste tidigare befolkade plats är Borga forskningsstation, 17,6 kilometer sydost om Iskollen.